# Bric-à-brac

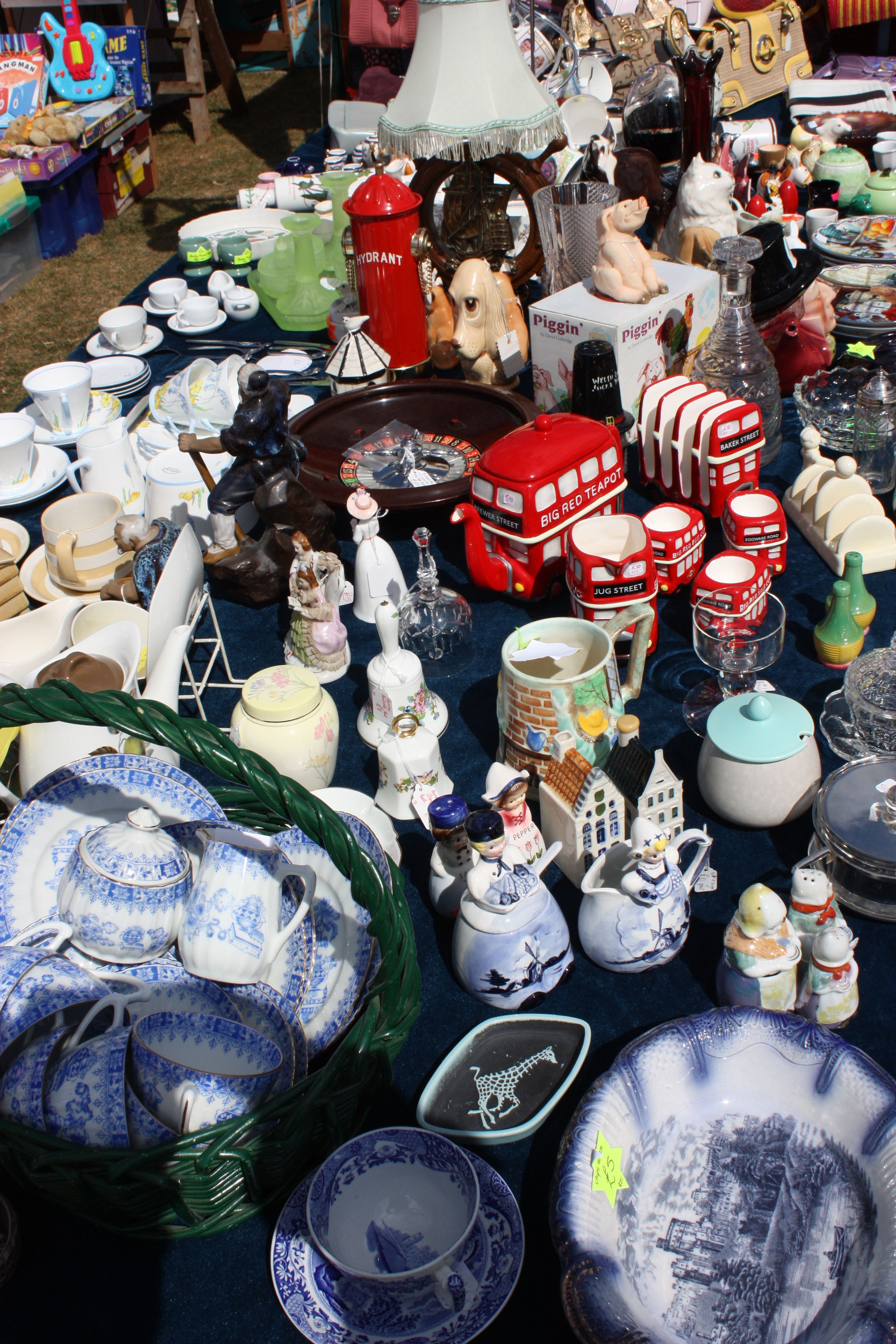
Bric-à-brac in vendita su una bancarella a Cambridge

Il termine bric-à-brac (origine francese) è stato usato per la prima volta in era vittoriana.
Successivamente si riferì a oggetti da collezione come tazze da tè elaboratamente decorate e piccoli vasi, piume, fiori di cera sotto cupole di vetro, gusci d'uovo, statuine, miniature dipinte o fotografie e così via.
Il bric-à-brac fu usato come ornamento su mensole di camini, tavole, scaffali, o messo in mostra in armadietti di oggetti da collezione. A volte questi armadietti avevano ante di vetro, per mostrare gli articoli all'interno proteggendoli dalla polvere.
Il bric-à-brac al giorno d'oggi si riferisce a una selezione di articoli di basso valore, spesso venduti nei mercati di strada.